# Acalyptratae
Sous-section
Les Acalyptratae ou Acalyptrata est une sous-section d'insectes diptères du sous-ordre des Brachycera (mouches muscoïdes aux antennes courtes). Cette sous-section est considérée comme non valide par le Système d'information taxonomique intégré (ITIS), où elle est orthographiée Acalyptratae (comme le font NCBI et Paleobiology Database).

## Liste desfamilles
Selon ITIS (27 févr. 2013) :
- super-famille des Carnoidea
  - famille des Acartophthalmidae
  - famille des Australimyzidae
  - famille des Braulidae
  - famille des Canacidae
  - famille des Carnidae
  - famille des Chloropidae
  - famille des Cryptochaetidae
  - famille des Inbiomyiidae
  - famille des Milichiidae
  - famille des Tethinidae
- super-famille des Conopoidea
  - famille des Conopidae
- super-famille des Diopsoidea
  - famille des Diopsidae
  - famille des Gabryidae
  - famille des Megamerinidae
  - famille des Nothybidae
  - famille des Psilidae
  - famille des Somatiidae
  - famille des Strongylophthalmyiidae
  - famille des Syringogastridae
  - famille des Tanypezidae
- super-famille des Ephydroidea
  - famille des Camillidae
  - famille des Campichoetidae
  - famille des Curtonotidae
  - famille des Diastatidae
  - famille des Drosophilidae - drosophiles, moucherons, mouches du vinaigre
  - famille des Ephydridae
- super-famille des Lauxanioidea
  - famille des Celyphidae
  - famille des Chamaemyiidae
  - famille des Lauxaniidae
- super-famille des Lonchaeoidea
  - famille des Lonchaeidae
  - famille des Cryptochetidae
- super-famille des Nerioidea
  - famille des Cypselosomatidae
  - famille des Micropezidae
  - famille des Neriidae
  - famille des Pseudopomyzidae
- super-famille des Opomyzoidea
  - famille des Agromyzidae - mineuses
  - famille des Anthomyzidae
  - famille des Asteiidae
  - famille des Aulacigastridae
  - famille des Clusiidae
  - famille des Fergusoninidae
  - famille des Marginidae
  - famille des Neminidae
  - famille des Neurochaetidae
  - famille des Odiniidae
  - famille des Opomyzidae
  - famille des Periscelididae
  - famille des Teratomyzidae
  - famille des Xenasteiidae
- super-famille des Sciomyzoidea
  - famille des Coelopidae
  - famille des Dryomyzidae
  - famille des Helosciomyzidae
  - famille des Ropalomeridae
  - famille des Heterocheilidae
  - famille des Sepsidae
  - famille des Sciomyzidae
- super-famille des Sphaeroceroidea
  - famille des Chyromyidae
  - famille des Heleomyzidae
  - famille des Nannodastiidae
  - famille des Sphaeroceridae
- super-famille des Tephritoidea
  - famille des Lonchaeidae
  - famille des Pallopteridae
  - famille des Piophilidae
  - famille des Platystomatidae
  - famille des Pyrgotidae
  - famille des Richardiidae
  - famille des Tephritidae
  - famille des Ulidiidae